# Glauburg
Glauburg település Németországban, Hessen tartományban. Lakosainak száma 3069 fő (2023. december 31.).

## Népesség
A település népességének változása:
| Lakosok száma | 3032 | 3054 | 3047 | 3081 | 3090 | 3069 |
|               | 2015 | 2017 | 2019 | 2021 | 2022 | 2023 |